# سوهای (آریزونا)
سوهای (به انگلیسی: So-Hi) یک منطقهٔ مسکونی در ایالات متحده آمریکا است که در آریزونا واقع شده‌است. سوهای ۴۷۷ نفر جمعیت دارد.